# Альбрехт, Самуэль
Самуэль Альбрехт (порт. Samuel Albrecht; род. 2 сентября 1981, Сан-Леополду, Риу-Гранди-ду-Сул) — бразильский яхтсмен, участник летних Олимпийских игр 2008 года в классе «470» и 2016 года в классе «Накра 17», бронзовый призёр Панамериканских игр 2019 года.

## Спортивная биография
На чемпионатах мира Альбрехт впервые выступил в 2002 году, где занял 18-е место в классе 470. Летом 2008 года Самуэль вместе с Фабио Пилларом принял участие в летних Олимпийских играх 2008 года в Пекине. Бразильские яхтсмены выступили в соревнованиях в классе 470. На Играх Альбрехт и Пиллар выступали очень нестабильно, чередуя высокие результаты с неудачными. Лучшим результатом для бразильцев стало 4-е место, завоёванное в 5-й гонке. По итогам 10-ти гонок Альбрехт и Пиллар набрали 134 балла и заняли общее 17-е место. На летних Олимпийских играх 2012 года Альбрехт не выступал, уступив в отборочных соревнованиях. В январе 2013 года Самуэль стал серебряным призёром чемпионата Южной Америки в классе 470.
С 2014 года Альбрехт начал выступать в смешанном классе катамаранов Накра 17, который был включён в программу Олимпийских игр 2016 года. Первой партнёршей стала Жеоржия да Силва, а затем Самуэль стал соревноваться вместе с участницей Игр 2008 года в классе 470 Исабель Сван. В декабре 2015 года было объявлено, что Альбрехт и Сван будут представлять Бразилию в классе Накра 17 на домашних Олимпийских играх. На чемпионате мира 2016 года бразильский экипаж занял 18-е место.
На летних Олимпийских играх бразильский экипаж смог выиграть одну гонку, а ещё в одной прийти к финишу вторыми. Однако не самые высокие результаты в остальных гонках не позволили Альбрехту и Сван побороться за победу и в результате они заняли итоговое 10-е место.